# 1949 у літературі

## Нагороди
- Carnegie Medal for children's literature: Agnes Allen, The Story of Your Home[en]
- James Tait Black Memorial Prize for fiction: Emma Smith, The Far Cry
- James Tait Black Memorial Prize for biography: John Connell, W. E. Henley
- Newbery Medal for children's literature: Marguerite Henry, King of the Wind[en]
- Нобелівська премія з літератури: Вільям Фолкнер
- Order of Merit: Бертран Расселл
- Премія Надаля: Jose Suárez Carreño, Las últimas horas
- Пулітцерівська премія:
  - Pulitzer Prize for Drama: Артур Міллер, Смерть комівояжера
  - Pulitzer Prize for Fiction: James Gould Cozzens, Guard of Honor[en]
  - Pulitzer Prize for Poetry: Peter Viereck, Terror and Decorum

## Народились
- 21 січня — Крістін Мар'я Бальдурсдоттір, ісландська письменниця.
- 24 лютого — Йоанна Сєдлецька, польська есеїстка.
- 21 червня — Джон Агард, афро-гаянський драматург, поет і дитячий письменник.
- 4 вересня — Ян Кеффелек, французький письменник.
- 15 жовтня — Міхаель Кельмаєр, австрійський письменник.

## Нові книжки
- Джордж Орвелл. 1984
- Аґата Крісті. Зігнутий будинок